# Liste des abbayes et monastères chrétiens en Suisse
- Haut – A
- B
- C
- D
- E
- F
- G
- H
- I
- J
- K
- L
- M
- N
- O
- P
- Q
- R
- S
- T
- U
- V
- W
- X
- Y
- Z

## B
- Abbaye de Beinwil : abbaye de moines bénédictins, canton de Soleure, désaffectée en 1874.
- Abbaye de Bellelay : abbaye prémontrée, canton de Berne, désaffectée en 1797, transformée en clinique psychiatrique en 1890.
- Abbaye de Bellerive : abbaye cistercienne, canton de Genève, désaffectée en 1535.
- Abbaye de Bonmont : abbaye de moines cisterciens à Chéserex, canton de Vaud, désaffectée en 1536.

## C
- Prieuré de Choulex : prieuré de moines cordeliers à Choulex, canton de Genève, en activité.

## D

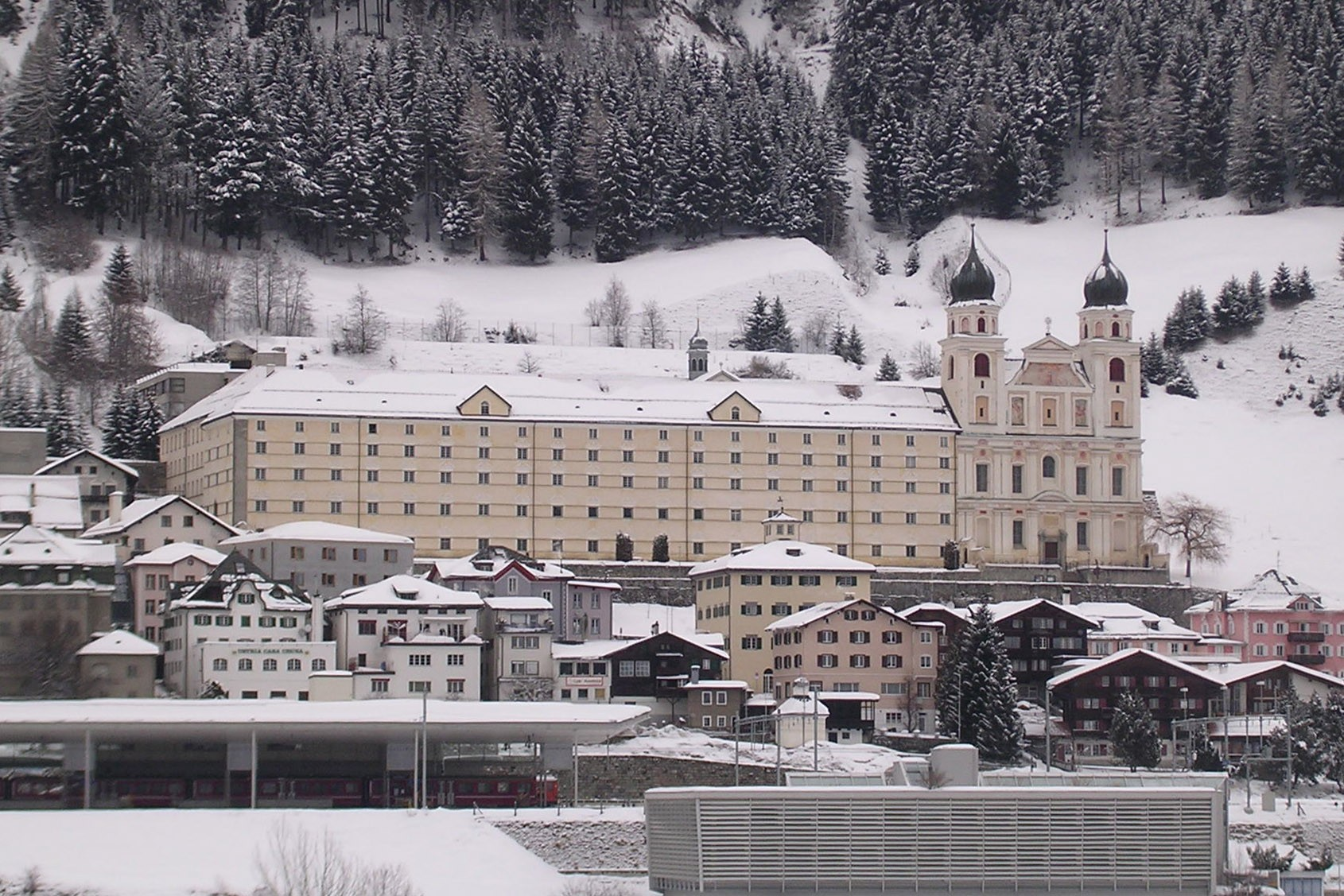
Abbaye de Disentis (Grisons)

- Disentis : abbaye de moines bénédictins, canton des Grisons, en activité.

## E

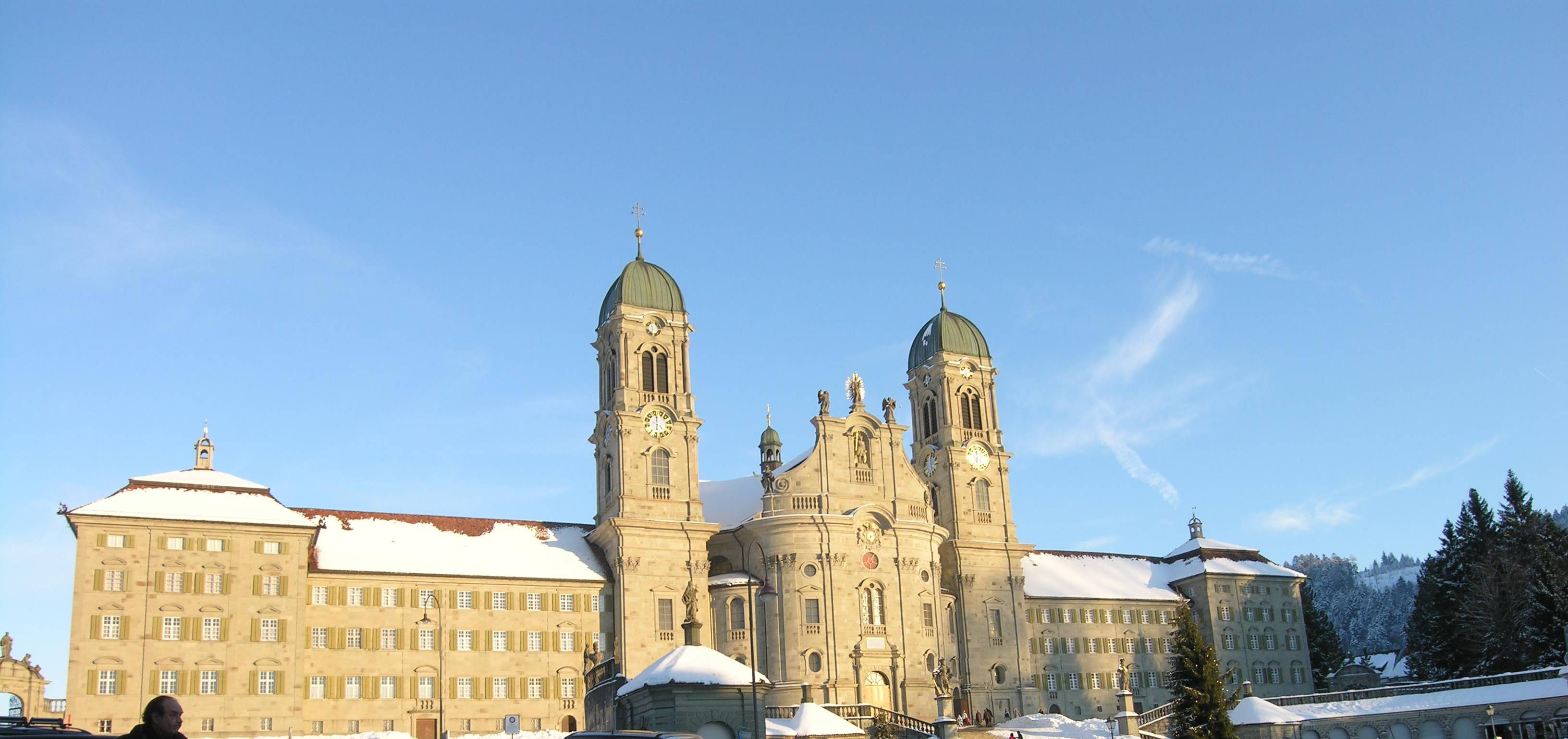
Abbaye d'Einsiedeln

- Abbaye d'Einsiedeln : abbaye territoriale de moines bénédictins, canton de Schwytz, en activité.
- Abbaye d'Engelberg : abbaye de moines bénédictins, canton d'Obwald, en activité.
- Monastère d'Eschenz : monastère de moines franciscains à Eschenz, canton de Thurgovie, en activité.
- Monastère d'Estavayer[1] : monastère de moniales dominicaines à Estavayer-le-Lac, canton de Fribourg, en activité.

## F
- Monastère Notre-Dame de Fatima : prieuré de moines cisterciennes vietnamiens à Orsonnens, canton de Fribourg, en activité.
- Abbaye de la Fille-Dieu : abbaye de moniales cisterciennes, canton de Fribourg, en activité.
- Fischingen : prieuré de moines bénédictins, canton de Thurgovie, en activité.
- Abbaye de Fontaine-André : abbaye prémontrée, canton de Neuchâtel, désaffectée en 1539, aujourd'hui propriété des Frères des Écoles chrétiennes.
- Fraumünster : abbaye de moniales bénédictines, canton de Zurich, désaffectée en 1524.
- Abbaye de Frienisberg : abbaye de moines cisterciens à Seedorf, canton de Berne, désaffectée en 1528.

## G
- Monastère Notre-Dame de Géronde : abbaye de moniales cisterciennes-bernardines à Sierre, canton du Valais, en activité.
- Monastère de Gottstatt : abbaye prémontrée, canton de Berne, désaffecté en 1528, aujourd'hui temple protestant.

## H
- Abbaye cistercienne de Haut-Crêt : abbaye de moines cisterciens à Oron, canton de Vaud, désaffectée en 1536.
- Abbaye d'Hauterive : abbaye de moines cisterciens à Posieux, canton de Fribourg, en activité.
- Couvent d'Hermetschwil : abbaye de moniales bénédictines à Bremgarten, canton d'Argovie, en activité.
- Abbaye d'Humilimont : abbaye prémontrée, canton de Fribourg, désaffectée en 1580, aujourd'hui disparue.

## I
- Chartreuse d'Ittingen : monastère de moines chartreux, canton de Thurgovie, désaffecté en 1848.

## J
- Monastère Notre-Dame de Saint-Joseph : abbaye de moniales bernardines à Collombey, canton du Valais, en activité.
- Monastère Sainte Claire La Grant-Part, monastère de moniales clarisses, à Jongny, canton de Vaud, en activité.

## K
- Abbaye de Kappel : abbaye de moines cisterciens à Kappel am Albis, canton de Zurich, désaffectée en 1527.
- Abbaye de Kleinlützel : abbaye de chanoines augustiniens, Kleinlützel, canton de Soleure.
- Abbaye de Kreuzlingen : abbaye de moines augustiniens, dissoute en 1848.

## L
- Lac de Joux : abbaye prémontrée, canton de Vaud, désaffecté en 1536.
- La Lance : monastère de l'ordre des Chartreux, canton de Vaud, désaffecté en 1538.
- Monastère de Lucerne : monastère de moines capucins à Lucerne, canton de Lucerne, en activité.

## M

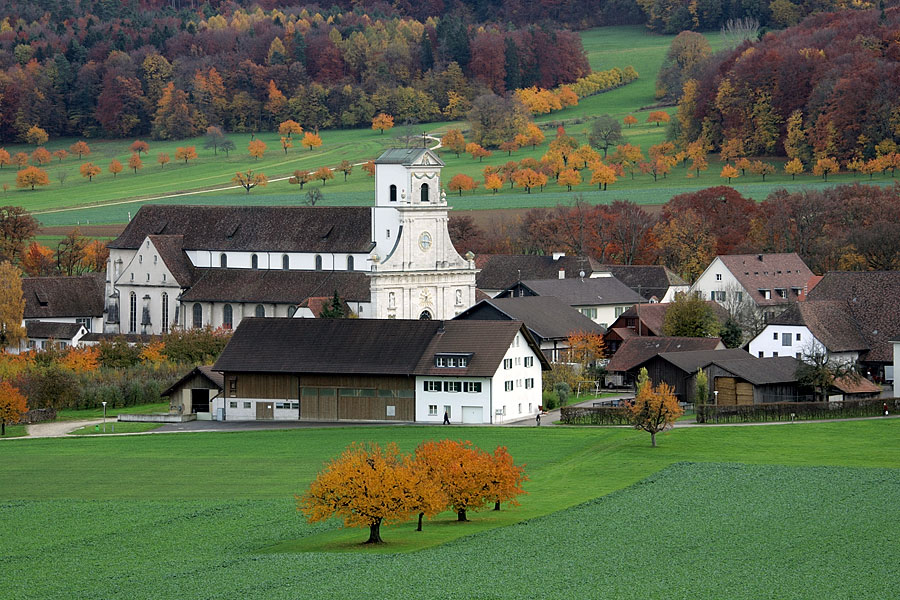
Abbaye de ND de la Pierre

- La Maigrauge / Notre-Dame de la : abbaye de moniales cisterciennes, ville et canton de Fribourg, en activité.
- Abbaye de Notre-Dame-de-la-Pierre (Mariastein), abbaye de moines bénédictins, canton de Soleure, en activité.
- Abbaye de Montheron : abbaye cistercienne, canton de Vaud, désaffectée en 1536.
- Monastère de Montorge : monastère de moniales capucines à Fribourg, canton de Fribourg, en activité.
- Monastère de Montrevers : monastère de pères carmes à Fribourg, canton de Fribourg, en activité.
- Abbaye de Moutier-Grandval : abbaye augustinienne, canton de Berne, désaffectée en 1534.
- Abbaye de Muri : abbaye bénédictine, canton d'Argovie.

## P
- Carmel du Pâquier : monastère de moniales carmélites de l'ancienne observance au Pâquier, canton de Fribourg, en activité.
- La Part-Dieu : monastère de moines chartreux, canton de Fribourg, désaffecté en 1848.
- Abbatiale de Payerne : abbaye de moines bénédictins, canton de Vaud, désaffecté en 1565.
- Abbaye de Pfäfers : abbaye de moines bénédictins, Pfäfers, canton de Saint-Gall, désaffecté en 1798, hôpital psychiatrique depuis 1845.

## R
- Abbaye de Romainmôtier : abbaye de moines bénédictins, canton de Vaud, désaffecté en 1536.
- Prieuré Saint-Nicolas de Rougemont, prieuré clunisien, canton de Vaud (XIe siècle-supprimé en 1555).

## S

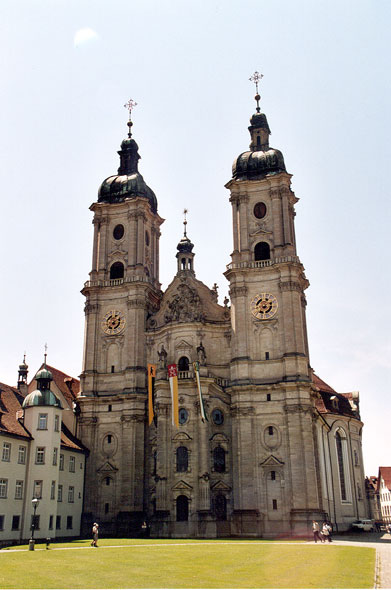
Abbaye de Saint-Gall

- Saint-Gall : abbaye de moines bénédictins) canton de Saint-Gall
- Saint-Maurice d'Agaune : abbaye territoriale de chanoines réguliers de saint Augustin, canton du Valais, en activité.
- Saint-Benoît de Port-Valais : abbaye de moines bénédictins, au Bouveret, canton du Valais, en activité.

## T
- Tous-les-Saints : abbaye de moines bénédictins, canton de Schaffhouse, désaffectée en 1529.
- Monastère Orthodoxe de la Très Sainte et Divine Trinité : monastère de moines orthodoxes basiliens (patriarcat de Moscou), Dompierre, canton de Vaud, en activité.

## U
- Carmel Notre-Dame de l'Unité[2] : monastère de moniales carmélites de l'ancienne observance à Develier, canton du Jura, en activité.
- Abbaye d'Uznach : abbaye de moines bénédictins à Uznach, canton de Saint-Gall, en activité.

## V
- Chartreuse de La Valsainte[3] : monastère de moines chartreux à Cerniat, canton de Fribourg, en activité.
- Monastère de la Visitation : monastère de moniales visitandines à Fribourg, canton de Fribourg, en activité.

## Z
- Communauté Dominicaine de la Mission Catholique de Langue Française à Zurich, Canton de Zurich, en activité.